# Stückvertrag
Der Stückvertrag ist ein befristeter Arbeitsvertrag und umfasst eine Anstellung während der Probe- und Aufführungszeiten einer Produktion am Theater. Der Stückvertrag ist ein Spezialfall eines Engagements, betrifft also meist das künstlerische Personal des Theaters.
Theater mit En-suite-Spielbetrieb ohne eigenes Ensemble kennen nur Stückverträge, Theater mit Repertoiresystem hingegen, wie sie im deutschen Sprachgebiet üblich sind, banden früher ihre Künstler meist mehrere Spielzeiten und manchmal lebenslang an ihr Haus. Dies ändert sich seit etwa dreißig Jahren: Während Regisseure seit längerer Zeit vorwiegend im Stückvertrag für einzelne Theater arbeiten, zeigt sich die Tendenz einer Auflösung längerfristiger Engagements in Stückverträge seit einigen Jahren bei den Opernsängern und heute zunehmend bei den Schauspielern.
Im Unterschied zum Werkvertrag ist die im Stückvertrag engagierte Person kein selbständiger Unternehmer, sondern Angestellter. „Freischaffende“ Bühnenkünstler sind nicht selbständig erwerbstätig, sondern haben Anspruch auf die Arbeitgeberleistungen.